# São Sebastião do Maranhão
São Sebastião do Maranhão là một đô thị thuộc bang Minas Gerais, Brasil. Đô thị này có diện tích 519,302 km², dân số năm 2007 là 11686 người, mật độ 20,6 người/km².